# Nuoto ai Giochi della XXXIII Olimpiade - 200 metri misti maschili
La gara di nuoto dei 200 metri misti maschili dei Giochi della XXXIII Olimpiade di Parigi è stata disputata tra l'1 e il 4 agosto 2024 presso l'Olympic Aquatics Centre alla Paris La Défense Arena.

## Record
Prima della competizione il record del mondo e il record olimpico erano i seguenti:
| Record mondiale | 1'54"00 | Ryan Lochte Stati Uniti    | 28 luglio 2011 Shanghai, Cina |
| Record olimpico | 1'54"23 | Michael Phelps Stati Uniti | 15 agosto 2008 Pechino, Cina  |

## Programma
| Data          | Ora (UTC+1) | Turno      |
| ------------- | ----------- | ---------- |
| 1 agosto 2024 | 10:00       | Batterie   |
| 1 agosto 2024 | 19:37       | Semifinali |
| 2 agosto 2024 | 17:30       | Finale     |

## Risultati

### Batterie
| Pos. | Batteria | Corsia | Atleta                    | Nazionalità   | Tempo   | Note |
| ---- | -------- | ------ | ------------------------- | ------------- | ------- | ---- |
| 1    | 4        | 6      | Daiya Seto                | Giappone      | 1'57"48 | Q    |
| 2    | 3        | 5      | Duncan Scott              | Gran Bretagna | 1'57"77 | Q    |
| 3    | 3        | 4      | Léon Marchand             | Francia       | 1'57"86 | Q    |
| 4    | 3        | 3      | Alberto Razzetti          | Italia        | 1'58"00 | Q    |
| 5    | 4        | 5      | Shaine Casas              | Stati Uniti   | 1'58"04 | Q    |
| 6    | 4        | 4      | Wang Shun                 | Cina          | 1'58"09 | Q    |
| 7    | 3        | 6      | Ron Polonsky              | Israele       | 1'58"30 | Q    |
| 7    | 4        | 3      | Tom Dean                  | Gran Bretagna | 1'58"30 | Q    |
| 9    | 3        | 7      | Jérémy Desplanches        | Svizzera      | 1'58"46 | Q    |
| 10   | 2        | 4      | Carson Foster             | Stati Uniti   | 1'58"63 | Q    |
| 11   | 2        | 6      | Lewis Clareburt           | Nuova Zelanda | 1'58"84 | Q    |
| 11   | 3        | 2      | William Petric            | Australia     | 1'58"84 | Q    |
| 13   | 2        | 5      | Finlay Knox               | Canada        | 1'58"97 | Q    |
| 14   | 4        | 2      | Thomas Neill              | Australia     | 1'59"13 | Q    |
| 15   | 4        | 1      | Jaouad Syoud              | Algeria       | 1'59"41 | Q    |
| 16   | 3        | 1      | Apostolos Papastamos      | Grecia        | 2'00"79 | Q    |
| 17   | 2        | 7      | Berke Saka                | Turchia       | 2'01"99 |      |
| 18   | 2        | 1      | Erick Gordillo            | Guatemala     | 2'02"24 |      |
| 19   | 4        | 8      | Tomás Peribonio           | Ecuador       | 2'03"40 |      |
| 20   | 1        | 4      | Matheo Mateos             | Paraguay      | 2'03"45 |      |
| 21   | 2        | 2      | Matthew Sates             | Sudafrica     | 2'04"01 |      |
| 22   | 1        | 3      | Simon Bachmann            | Seychelles    | 2'06"48 |      |
| 23   | 1        | 5      | Esteban Núñez Del Prado   | Bolivia       | 2'08"10 |      |
|      | 2        | 3      | Hugo González de Oliveira | Spagna        | DNS     | DNS  |
|      | 4        | 7      | Gábor Zombori             | Ungheria      | DNS     | DNS  |

### Semifinali
| Pos. | Batteria | Corsia | Atleta               | Nazionalità   | Tempo   | Note |
| ---- | -------- | ------ | -------------------- | ------------- | ------- | ---- |
| 1    | 2        | 5      | Léon Marchand        | Francia       | 1'56"31 | Q    |
| 2    | 1        | 2      | Carson Foster        | Stati Uniti   | 1'56"37 | Q    |
| 3    | 1        | 4      | Duncan Scott         | Gran Bretagna | 1'56"49 | Q    |
| 4    | 1        | 3      | Wang Shun            | Cina          | 1'56"54 | Q    |
| 5    | 2        | 4      | Daiya Seto           | Giappone      | 1'56"59 | Q    |
| 6    | 1        | 6      | Tom Dean             | Gran Bretagna | 1'56"92 | Q    |
| 7    | 1        | 5      | Alberto Razzetti     | Italia        | 1'57"10 | Q    |
| 8    | 2        | 1      | Finlay Knox          | Canada        | 1'57"76 | Q    |
| 9    | 2        | 3      | Shaine Casas         | Stati Uniti   | 1'57"82 |      |
| 10   | 1        | 7      | William Petric       | Australia     | 1'58"13 |      |
| 11   | 1        | 1      | Thomas Neill         | Australia     | 1'58"77 |      |
| 12   | 2        | 6      | Ron Polonsky         | Israele       | 1'58"89 |      |
| 13   | 2        | 2      | Jérémy Desplanches   | Svizzera      | 1'58"93 |      |
| 14   | 2        | 7      | Lewis Clareburt      | Nuova Zelanda | 2'00"06 |      |
| 15   | 2        | 8      | Jaouad Syoud         | Algeria       | 2'00"13 |      |
| 16   | 1        | 8      | Apostolos Papastamos | Grecia        | 2'01"02 |      |

### Finale
| Pos.    | Corsia | Atleta           | Nazionalità   | Tempo   | Note                             |
| ------- | ------ | ---------------- | ------------- | ------- | -------------------------------- |
| Oro     | 4      | Léon Marchand    | Francia       | 1'54"06 | Record olimpico · Record europeo |
| Argento | 3      | Duncan Scott     | Gran Bretagna | 1'55"31 |                                  |
| Bronzo  | 6      | Wang Shun        | Cina          | 1'56"00 |                                  |
| 4       | 5      | Carson Foster    | Stati Uniti   | 1'56"10 |                                  |
| 5       | 7      | Tom Dean         | Gran Bretagna | 1'56"46 |                                  |
| 6       | 1      | Alberto Razzetti | Italia        | 1'56"82 |                                  |
| 7       | 2      | Daiya Seto       | Giappone      | 1'57"21 |                                  |
| 8       | 8      | Finlay Knox      | Canada        | 1'57"26 |                                  |